# Мардензьке сільське поселення
Ма́рдензьке сільське поселення (рос. Марденгское сельское поселение) — сільське поселення у складі Великоустюзького району Вологодської області Росії.
Адміністративний центр — присілок Благовіщеньє.

## Населення
Населення сільського поселення становить 1022 особи (2019; 1089 у 2010, 1237 у 2002).

## Історія
Мардензька сільська рада з центром у селі Благовіщеньє колишньої Нестеферовської волості та Нижньоєрогодська сільська рада утворені 1924 року. Тоді до складу Марденьзької сільради входило 32 присілки з населенням 3417 осіб. Станом на 1999 рік до складу Марденьзької сільради входило 33 населених пункти, до складу Нижньоєрогодської сільради — 19 населених пунктів. 2001 року ліквідовано присілки Володино та Івачевська Горка, до складу Нижньоєрогодської сільради приєднано присілки Лужензької сільради — Велие Калікино, Заручев'є, Лінивиця, М'якальська Слобода, Пупишево, Царева Гора.
Станом на 2002 рік існували Мардензька сільська рада (присілки Благовіщеньє, Велике Ямкино, Воздвиженьє, Горшково, Грем'ячево, Грузнищево, Деревесниково, Єськіно, Ішутіно, Комуна, Коптелка, Красне Поле, Кропухіно, Куликово, Лопатниково, Марденьга, Мосеєв Починок, Мусино, Огорильцево, Одомчино, Осиново, Перемілово, Полутіно, Пушкаріха, Рязаново, Сивороткино, Сичугово, Тельтево, Торжино, Торопово, Фалево, Ястреблево) та Нижньоєрогодська сільська рада (присілки Афанасовець, Березово, Велике Востре, Велике Калікино, Виползово, Григор'євське, Давидовське, Загор'є, Запань, Заручев'є, Лінивиця, Лодейка, Мала Горка, Мартиново, М'якальська Слобода, Нижній Прилук, Печерза, Пупишево, Ровдіно, Рупосово, Скорятіно, Соловйово, Тишино, Царева Гора). 2006 року сільради були перетворені у сільські поселення.
29 травня 2017 року ліквідовано Нижньоєрогодське сільське поселення, його територія увійшла до складу Мардензького сільського поселення. 2020 року ліквідовано присілки Афанасовець, Кропухіно та Тишино.

## Склад
До складу сільського поселення входять:
| Населений пункт               | Населення, осіб (2002) | Населення, осіб (2010) |
| ----------------------------- | ---------------------- | ---------------------- |
| Афанасовець, присілок         | 0                      | 0                      |
| Березово, присілок            | 24                     | 16                     |
| Благовіщеньє, присілок        | 474                    | 458                    |
| Велике Востре, присілок       | 6                      | 1                      |
| Велике Калікино, присілок     | 5                      | 5                      |
| Велике Ямкино, присілок       | 1                      | 3                      |
| Виползово, присілок           | 15                     | 4                      |
| Воздвиженьє, присілок         | 12                     | 6                      |
| Горшково, присілок            | 0                      | 0                      |
| Грем'ячево, присілок          | 0                      | 2                      |
| Григор'євське, присілок       | 8                      | 9                      |
| Грузнищево, присілок          | 8                      | 16                     |
| Давидовське, присілок         | 3                      | 2                      |
| Деревесниково, присілок       | 0                      | 1                      |
| Єськіно, присілок             | 0                      | 0                      |
| Загор'є, присілок             | 38                     | 16                     |
| Запань, присілок              | 0                      | 2                      |
| Заручев'є, присілок           | 2                      | 1                      |
| Ішутіно, присілок             | 161                    | 138                    |
| Комуна, присілок              | 0                      | 0                      |
| Коптелка, присілок            | 0                      | 0                      |
| Красне Поле, присілок         | 38                     | 49                     |
| Кропухіно, присілок           | 0                      | 0                      |
| Куликово, присілок            | 0                      | 2                      |
| Лінивиця, присілок            | 3                      | 0                      |
| Лодейка, присілок             | 258                    | 190                    |
| Лопатниково, присілок         | 18                     | 9                      |
| Мала Горка, присілок          | 3                      | 2                      |
| Марденьга, присілок           | 0                      | 0                      |
| Мартиново, присілок           | 5                      | 3                      |
| Мосеєв Починок, присілок      | 4                      | 5                      |
| Мусино, присілок              | 4                      | 0                      |
| М'якальська Слобода, присілок | 2                      | 1                      |
| Нижній Прилук, присілок       | 5                      | 7                      |
| Огорильцево, присілок         | 13                     | 11                     |
| Одомчино, присілок            | 5                      | 6                      |
| Осиново, присілок             | 0                      | 5                      |
| Перемілово, присілок          | 11                     | 22                     |
| Печерза, присілок             | 0                      | 0                      |
| Полутіно, присілок            | 5                      | 0                      |
| Пупишево, присілок            | 5                      | 3                      |
| Пушкаріха, присілок           | 25                     | 19                     |
| Ровдіно, присілок             | 7                      | 0                      |
| Рупосово, присілок            | 3                      | 0                      |
| Рязаново, присілок            | 0                      | 0                      |
| Сивороткино, присілок         | 33                     | 51                     |
| Сичугово, присілок            | 0                      | 2                      |
| Скорятіно, присілок           | 8                      | 5                      |
| Соловйово, присілок           | 13                     | 11                     |
| Тельтьово, присілок           | 12                     | 2                      |
| Тишино, присілок              | 0                      | 0                      |
| Торжино, присілок             | 0                      | 0                      |
| Торопово, присілок            | 0                      | 2                      |
| Фальово, присілок             | 0                      | 0                      |
| Царева Гора, присілок         | 0                      | 0                      |
| Ястреблево, присілок          | 0                      | 2                      |